# Lure of the Swamp
Lure of the Swamp este un film de aventuri american din 1957, regizat de Hubert Cornfield. Rolurile principale sunt interpretate de actorii Marshall Thompson, Willard Parker, Joan Vohs, Jack Elam, Leo Gordon și Joan Nora.

## Actori
- Marshall Thompson as Simon Lewt
- Willard Parker as James Lister
- Joan Vohs as Cora Payne
- Jack Elam as Henry Bliss
- Leo Gordon as Steggins- Insurance Investigator
- Joan Lora as Evie Dee
- James Maloney as August Dee
- Myron Healy as Bank Guard